# Simorcus capensis
Simorcus capensis là một loài nhện trong họ Thomisidae.
Loài này thuộc chi Simorcus. Simorcus capensis được Eugène Simon miêu tả năm 1895.